# Dieter Wöstenfeld
Dieter Wöstenfeld (* 17. April 1930 in Dresden; † 13. April 2009 in Berlin) war ein Politiker und Funktionär der SED in der DDR.

## Leben
Der Sohn eines Lokführers absolvierte nach dem Besuch der Volksschule eine Berufsausbildung zum Schlosser und war anschließend in der Lokinstandhaltung beim Ausbesserungswerk der Deutschen Reichsbahn in Dresden-Friedrichstadt tätig. Während dieser Zeit war er in der Jugendbrigade Otto Buchwitz tätig, die August 1949 einen der ersten Nationalpreise für Wissenschaft und Technik III. Klasse überreicht bekam. Zwischen den Wissenschaftlern, Technikern und anderen älteren Preisträgern galt die Brigade als Vorbild für die Kraft der Jugend. Begründet wurde die Verleihung damit, dass die Brigade zwischen Januar und Juni 1949 22 Loks ausgebessert und damit 129 % Planerfüllung erreicht hatte.
Zwischen 1949 und 1952 besuchte er die Arbeiter-und-Bauern-Fakultät (ABF) der Technischen Hochschule Dresden und studierte anschließend an der Hochschule für Verkehrswesen (HfV) in Dresden, an der er das Studium 1956 als Diplom-Ingenieur beendete.
Danach kehrte er als Mitarbeiter an das Reichsbahnausbesserungswerk (RAW) Dresden zurück und wurde dort nach seinem Eintritt in die SED 1958 Haupttechnologe. Bereits 1959 wechselte er jedoch ins Ministerium für Verkehrswesen und war dort nacheinander Mitarbeiter, Leiter einer Abteilung sowie Hauptingenieur, ehe er zwischen 1965 und 1971 Leiter der Hauptverwaltung Reichsbahnausbesserungswerke im Ministerium für Verkehrswesen war. Danach war er von 1971 bis 1977 Präsident der Reichsbahnausbesserungswerke sowie zugleich Stellvertreter des Generaldirektors der Deutschen Reichsbahn. Außerdem absolvierte er während dieser Zeit von 1971 bis 1972 ein Studium an der Parteihochschule Karl Marx.
Von Juli 1977 bis Mai 1987 war Wöstenfeld stellvertretender Minister für Verkehrswesen für den Bereich Wissenschaft, Technik und Investitionen. Er wurde zum einen 1980 mit dem Vaterländischen Verdienstorden (VVO) in Bronze sowie 1985 mit der Ehrendoktorwürde der Hochschule für Verkehrswesen Dresden geehrt. Zuletzt war er von Mai 1987 bis 1989 als Nachfolger von Hubert Egemann Leiter der Abteilung Transport und Nachrichtenwesen des ZK der SED.

## Veröffentlichungen
- Zur Triebfahrzeug-Instandhaltung im Lichte des Traktionswandels. In: Böttcher, Harald und Rolf Neustädt: Eisenbahn-Jahrbuch 1975, Berlin 1975.
- Die generelle Zielsetzung des Verkehrswesens zur Realisierung der ökonomischen Strategie der 80er Jahre und die daraus abgeleiteten Zielstellungen für Wissenschaft und Technik, Plenarvortrag 1985.